# Chattanooga, Oklahoma
Chattanooga är en ort i Comanche County, och Tillman County, i Oklahoma. Orten har fått sitt namn efter Chattanooga, Tennessee. Vid 2020 års folkräkning hade Chattanooga 400 invånare.